# Leuctra marinettae
Leuctra marinettae är en bäcksländeart som beskrevs av Ravizza, C. och Vinçon 1989. Leuctra marinettae ingår i släktet Leuctra och familjen smalbäcksländor. Inga underarter finns listade i Catalogue of Life.